# Перекопский уезд
Переко́пский уе́зд — административная единица в Таврической губернии Российской империи. Административный центр — город Перекоп.

## География

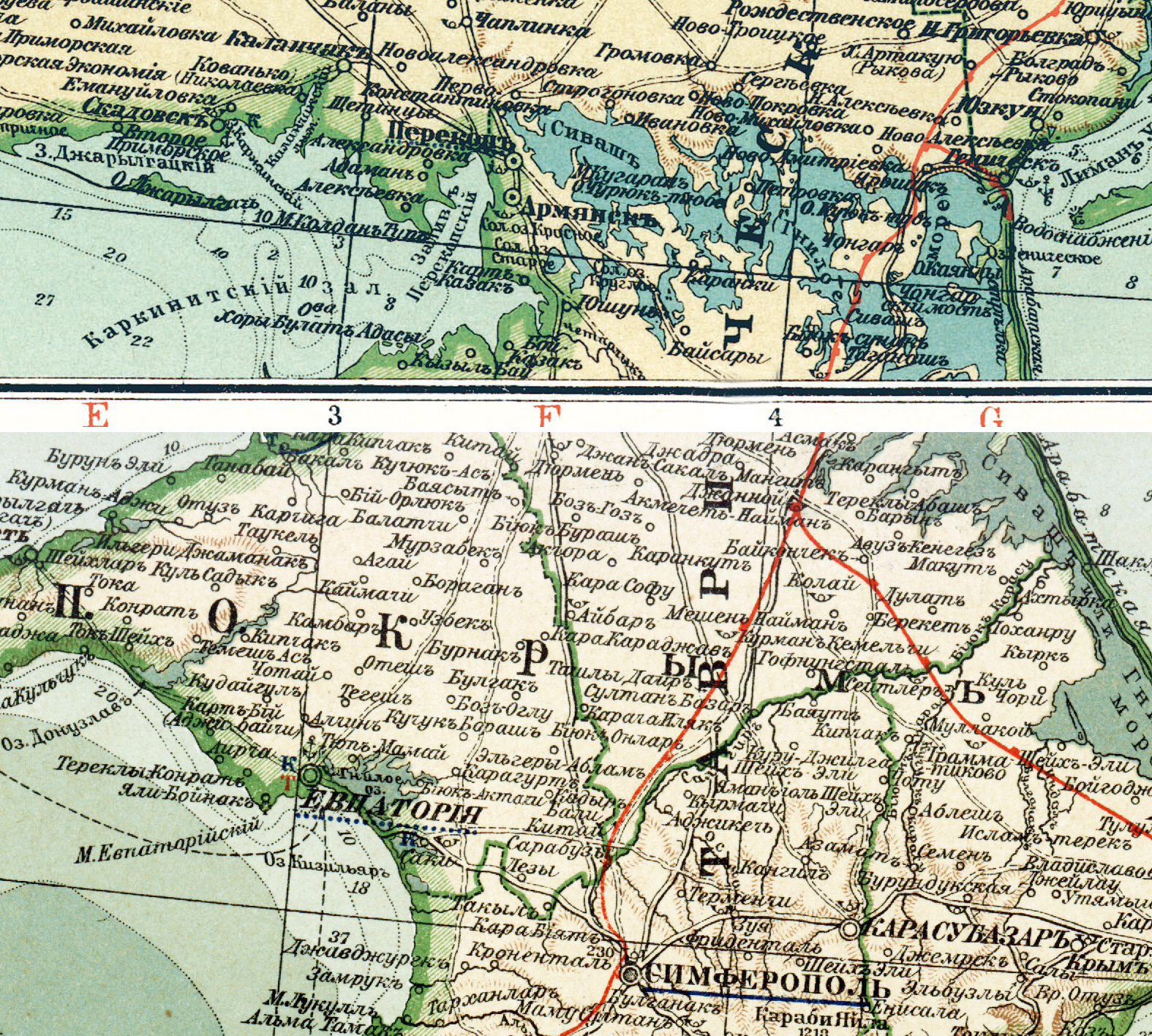
Карта уезда

Перекопский уезд Таврической губернии имел форму треугольника, вершину которого составлял Перекопский перешеек, а северо-восточная сторона омывалась Сивашем. Пространство уезда, по исчислению Стрельбицкого, 5236,1 кв. вёрст, в том числе под внутренними водами (озёрами) — 124,2 кв. вёрст; по планам генерального межевания — 544896 десятин и по переписи поземельной собственности, произведенной в конце семидесятых годов Центральным статистическим комитетом, — 546624 десятины. Поверхность уезда представляет ровную, слегка приподнятую к югу степь, лишённую не только лесов, но даже кустарников.
Северная часть уезда покрыта слоем глинисто-солонцеватой почвы, она имеет вид серовато-белой, комковатой, очень плотной глины, отличается малой плодородностью и покрыта редкой растительностью, но преимущественно полынью, солянками и тому подобными растениями.
По берегам Сиваша почва эта везде окаймлена светлой полосой, совершенно лишённой растительности, а потому резко отличающейся от соседней степи: это — так называемые сиваши. Во время ветров с моря сюда нагоняется морская вода, заливает их, а затем, когда вода спадает, они покрываются соляным налётом и непроходимой грязью.
Чем южнее, тем почва лучше. Примерно между почтовыми станциями Ишунь и Дюрмень проходит северная граница крымского чернозёма. Наибольшей глубины и наилучших качеств эта почва достигает в юго-восточной части уезда, у границы Феодосийского уезда.
Орошение уезда очень скудно; река Салгир, наибольшая из крымских рек, протекает только по юго-восточной границе Перекопского уезда, а Чатырлык, впадающий в Чёрное море близ Перекопского перешейка, представляет собой не что иное, как простую балку, большую часть года совершенно лишённую воды. Что касается до грунтовых вод, то в северной части уезда они находятся на небольшой глубине, но дают горько-солёную воду, часто негодную для питья, а лишь употребляемую для водопоя; в центральной части уезда, наоборот — приходится рыть колодцы глубиной до 30 и более саженей (один колодец достигал 80 саженей).
Недостаток воды сильно замедлял заселение уезда, совершенно опустевшего после выселения татар в 1857—58 годах, а потому министерство государственных имуществ в 1859—1861 годах предприняло ряд работ по обводнению края; с этой целью в Перекопском уезде было вырыто несколько колодцев за казённый счёт, устроены 4 запруды и одна цистерна. Но этих мер оказалось недостаточно: 55 % всех селений нуждалось в воде, и в присивашской части уезда площадью в 300 кв. вёрст, на которой находилось 38 посёлков, вовсе не было ни колодцев, ни родников; вода для питья в этой местности добывалась из особых водоёмных ям (аутов) глубиной до 8 саженей. Дождевая вода, собранная в этих ямах, скоро портится, а летом часто пересыхает. Было решено вырыть близ почтовой станции Айбары артезианский колодец. Горный инженер Романовский к бурению приступил в 1869 году, и к 1878 году колодец был доведён до глубины 2613 футов 6 дюймов (373⅓ саж.), но воды не добыто. Эта неудача, стоившая правительству больших денег, произошла оттого, что данный пункт, как выяснилось в конце восьмидесятых годов, находится в антиклинальной области. Профессор Н. А. Головкинский, производивший по поручению земства гидрогеологические исследования в губернии, полагал, что есть большая вероятность на удовлетворительное орошение артезианскими колодцами всей обширной площади Перекопской и Сакско-Евпаторийской. В Перекопском уезде, и в Саках с успехом вырыты артезианские колодцы.

## Население

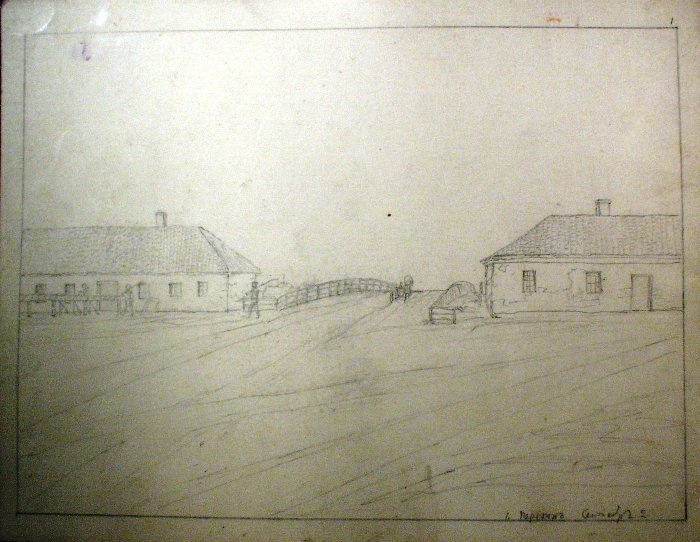
Жуковский В. А.. Селение (уездный центр) Перекоп,1837 год.

В 1896 году в уезде (без города) считалось 47682 жителя (24845 мужч. и 22837 женщ.): дворян 415, духовного звания 522, почётных граждан и купцов 161, мещан 2455, военного сословия 1478, крестьян 41692, иностранцев 874, прочих сословий 85. По вероисповеданию православных 17165, раскольников 918, католиков 3060, протестантов 5568, армян 212, евреев 685, караимов 78, магометан 19892, прочих исповеданий 104.
В северной части уезда на кв. версту приходилось 2,5 человека, в южной — от 4 до 10,8 человек. До 1856 года уезд был густо населён исключительно татарами, но в 1857 года они предприняли массовое переселение в Турцию; в уезде сразу опустело 278 селений, и 244 из которых на начало XX века не были заселены. Край совершенно опустел; земли продавались за бесценок: в южной части уезда прекрасная чернозёмная земля продавалась по 1 руб. за десятину.
Чтобы заселить уезд, правительство стало вызывать переселенцев, предоставляя им разнообразные льготы. В 1859 году пришли первые русские переселенцы, в 1862 — эстонцы, в 1864 — чехи из Богемии, немцы-менониты, герцеговинцы, поляки. Этнографический состав населения уезда отличался поэтому значительной пестротой: татары составляли 50,7 %, русские 27,6 %, немцы 10 %, прочие 11,7 %. По данным переписи 1897 распределение населения по родному языку изменилось: татары составили 23,9 %, русские и немцы — по 22,8 %, украинцы — 22 %.
Всех посёлков в уезде 206, в том числе небольших (до 10 дворов) 83, средних (от 10 до 50 дворов) 117 и крупных (более 50 дворов) 6.
Из 546654 десятин частным лицам принадлежит 425310 дес., или 77,8 %, крестьянским обществам 31910 дес., или 5,8 %, и учреждениям 89404 дес., или 16,4 %,. В числе последних земель числится казённой 50021 дес. (в том числе удобной для посевов 17 тыс. дес.) и вакуфной 21000 дес. (в том числе при упраздненных мечетях 13 тыс. дес.).
Большая часть сельского населения — безземельные и бездомовые. Из 3533 семей, проживающих в селениях Перекопского уезда, 2377 семей, или 67,1 %, не имело своей земли (в числе последних 1270 татарских семей). Из 3533 семей 2466 — уроженцы частью других уездов и губерний, частью других селений. Безземельное население размещалось частью на казенных и вакуфных землях, арендуя их на продолжительные сроки, частью же, и главным образом, на владельческих в качестве так называемых десятинщиков. Десятинщики обыкновенно селятся на таких условиях: они получают от землевладельца хату, иногда с небольшим огородом, за что уплачивают от 3 до 25 руб. деньгами или отработками («панщина») и имеют право выгонять свой скот на общий выгон (пастух землевладельца), за что уплачивается от 1 до 4 руб. с головы крупного скота и от 25 до 60 коп. с овцы. Пахотную землю они обрабатывают из доли продукта в 1/4, 1/3, 2/5, 3/10 и т. д. Письменных условий с десятинщиками никаких не заключалось, так что они во всякое время могут быть удалены.

## Экономика

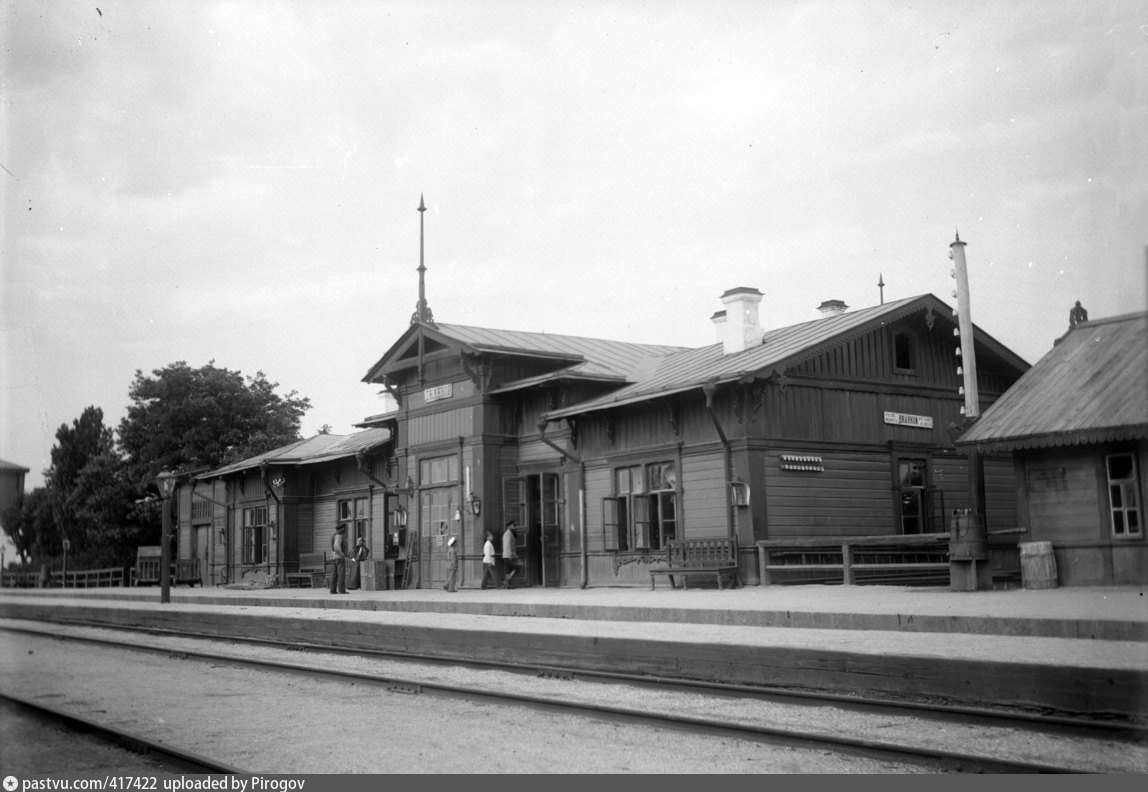
Станция Джанкой, 1897 год. Фото Антон Юлиус Стуксберг

В уезде числилось лошадей 20 тысяч, рогатого скота 35 тысяч, овец до 700 тысяч голов.
Северная часть уезда производила главным образом соль, до 4 млн пудов, и шерсть, до 100 тыс. пудов, южная — почти исключительно хлеб, главным образом пшеницу.
В среднем ежегодно засевалось: рожью 7400, пшеницей 47200, овсом 8550, ячменем 27750, просом 4100, кукурузой 330, картофелем 300 десятин; средний годовой сбор: ржи 210900, пшеницы 1708900, овса 193400, ячменя 1010100, проса 62950, кукурузы 7900, картофеля 16300 пудов. 5 паровых мукомольных мельниц (свыше 700 тыс. пудов).
В 1871 году концессия на строительство Лозово-Севастопольской железной дороги от станции Лозовой до Севастополя была дана П. И. Губонину. 14 октября 1874 года открылось движение на предпоследнем 228-вёрстном участке Мелитополь — Симферополь. В 1896 году была открыта ветка — Джанкой — Феодосия.
За удовлетворением местного продовольствия, сбывалось на сторону до 940 тыс. пудов пшеницы и ржи, через железнодорожные станции Курман-Кемельчи, Джанкой, Таганаш. Ярмарок и базаров в уезде не было.
В 1893 году в уезде числилось 16 промышленных заведений, со 110 рабочими и с производством в 56369 руб. Земские расходы (1896 г.) 120300 руб., в том числе на земское управление 9950 руб., народное образование 15209 руб., врачебную часть 31450 руб.; 2 земских больницы (одна в городе), 7 врачей, 9 федьдшеров и 3 акушерки. Училищ 56.